# 伊吹山ドライブウェイ

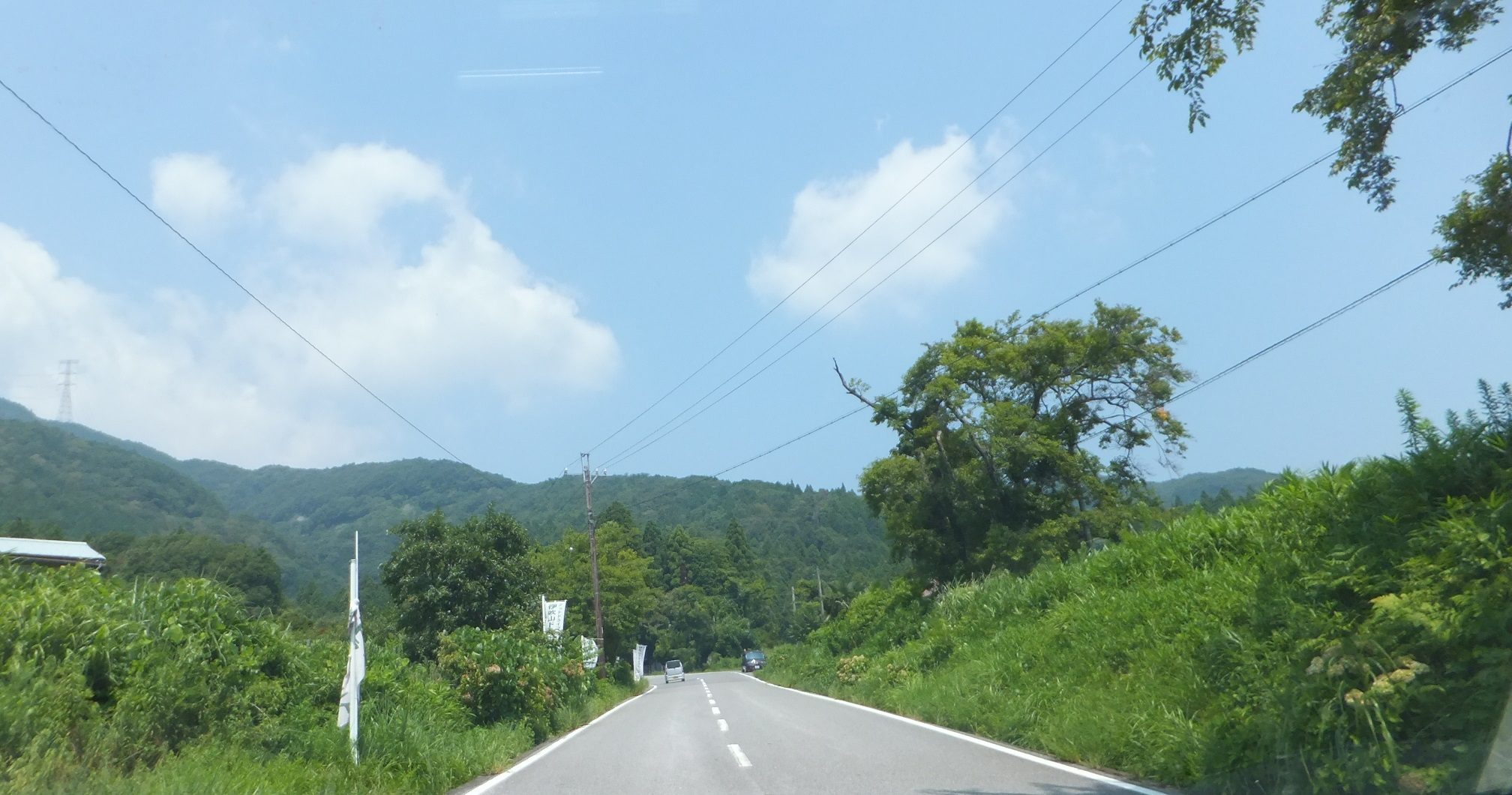
起点付近
岐阜県不破郡関ケ原町関ケ原で撮影

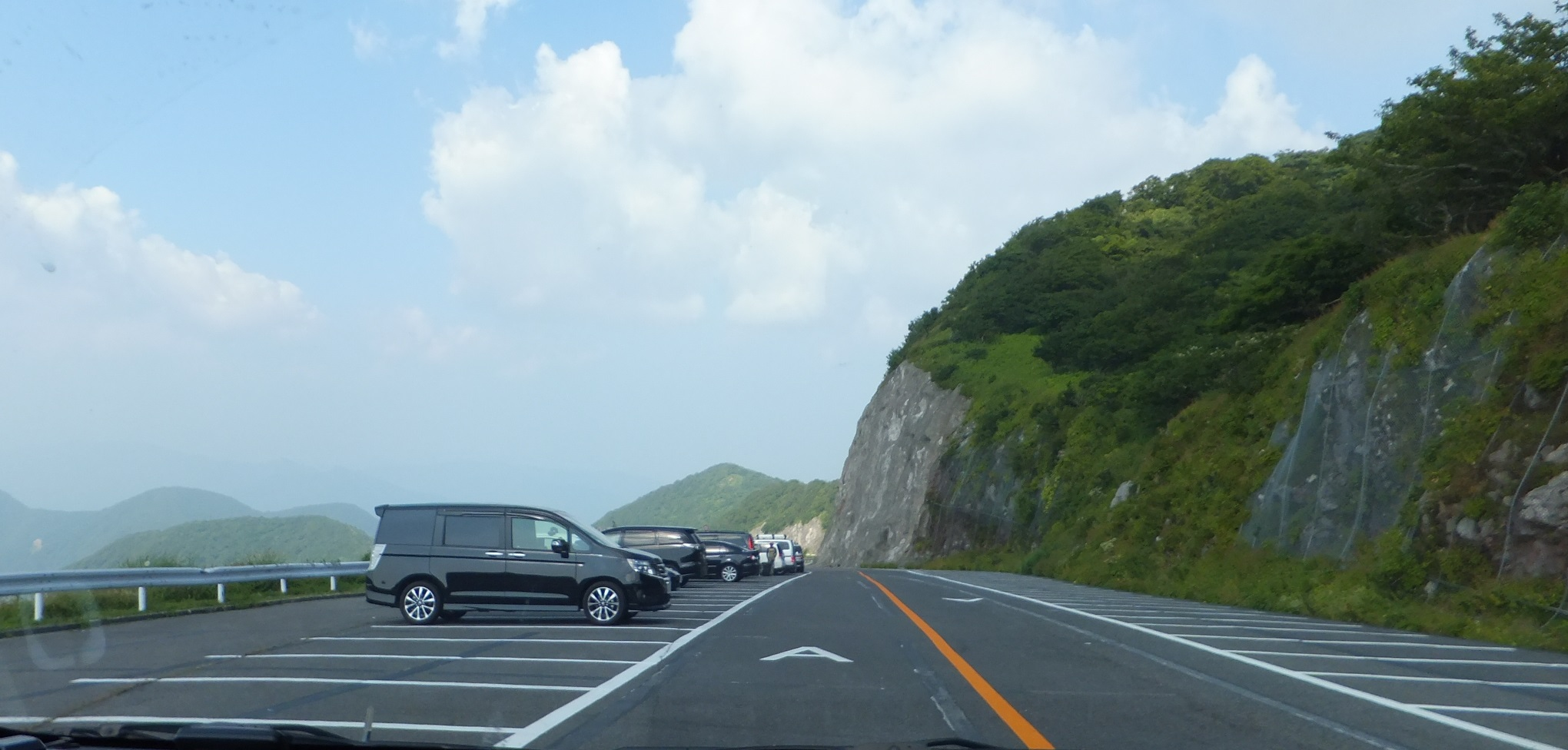
終点付近
滋賀県米原市大久保で撮影

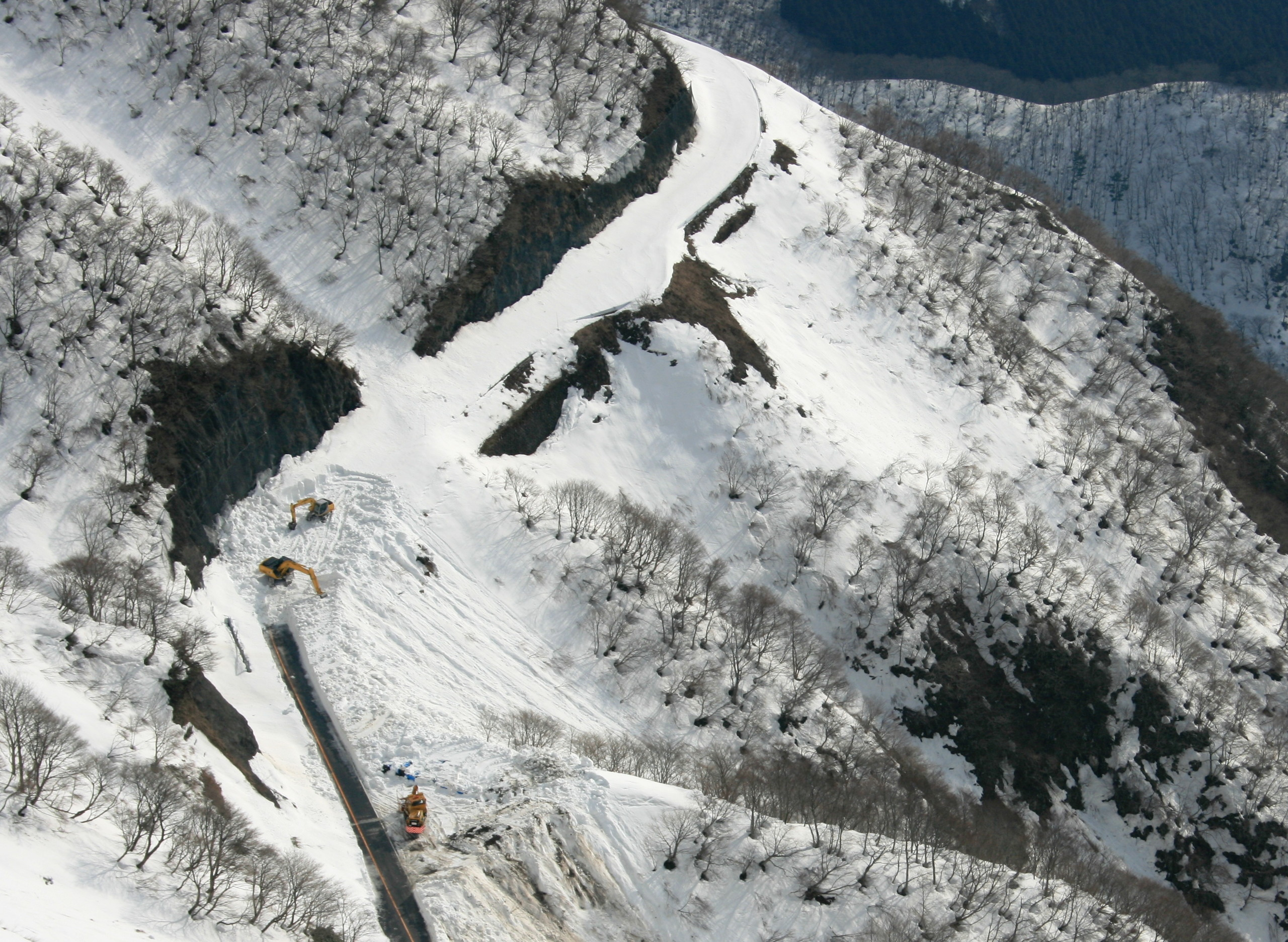
伊吹山ドライブウェイ
標高1,000 m付近で除雪作業中

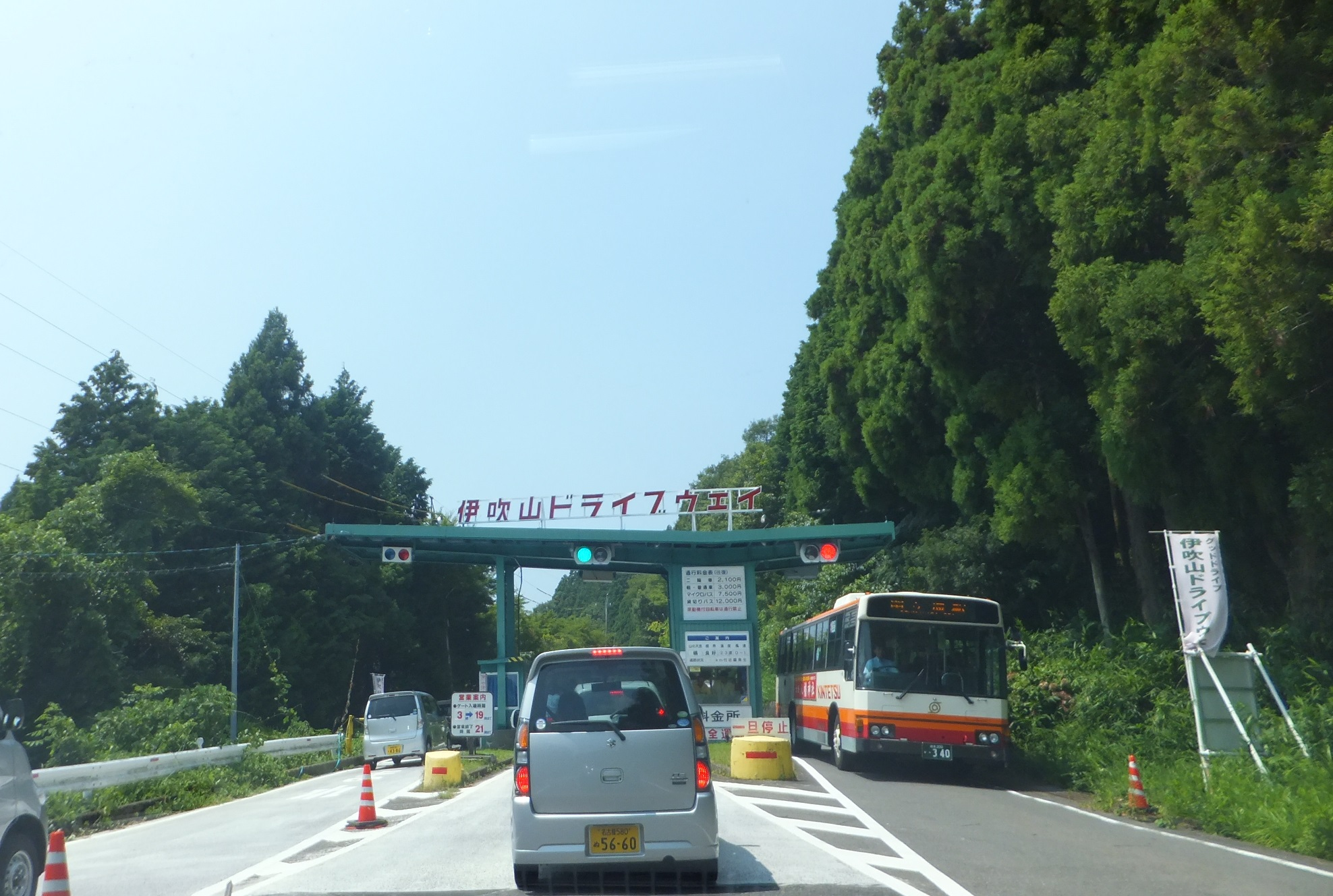
料金所（2013年8月）

伊吹山ドライブウェイ（いぶきやまドライブウェイ）は、岐阜県不破郡関ケ原町から滋賀県米原市大久保（伊吹山頂）に至る、全長17 kmの一般自動車道事業による有料道路である。1964年（昭和39年）6月に一部開通、翌1965年（昭和40年）7月に全通し、現在に至っている。

## 概要
西に琵琶湖、東に関ヶ原を見下ろす滋賀県最高峰の日本百名山の一つである伊吹山（標高1,377 m）の9合目までを登る観光有料道路。名神高速道路の関ヶ原ICから国道365号を長浜方面に向かって約3 kmのところ（伊吹山口交差点）に入り口がある。ここから南斜面を県境沿いに伊吹山9合目付近にある山頂駐車場（標高1,260 m）まで駆け上がる。総延長は17 kmで、通り抜けはできない。最終地点の山頂駐車場には2013年（平成25年）4月にリニューアルオープンしたレストハウスの「スカイテラス伊吹山」やトイレ（維持協力金制、トイレットペーパー据え付け、多目的トイレあり）がある。なお、伊吹山ドライブウェイはNPO法人地域活性化支援センターが主催する「恋人の聖地プロジェクト」により恋人の聖地として認定されており、山頂駐車場端の西登山道近くに恋慕観音像と「恋人の聖地」の石碑が設置されている。
伊吹山ドライブウェイでは開業以来、高山植物や紅葉などの四季折々の草花を鑑賞するほか、滋賀県・岐阜県を一望に見下ろす大パノラマを見るために大勢の利用者が訪れ、2005年度（平成17年度）は約8万4000台の車両、約30万人に達している。
日本自動車道株式会社が近畿日本鉄道および名阪近鉄バスより資産・営業譲渡を受け、ドライブウェイの運営・管理を行っている。

### 路線データ
- 起点：岐阜県不破郡関ケ原町関ケ原1586（伊吹山口交差点）[22]
- 終点：滋賀県米原市大久保字野田山1632（伊吹山9合目付近）[22]
- 総延長：17.0 km[22]
- 幅員：6.5 m（2車線：上下線対面）[22]
- 勾配：平均6.4 %、最大10 %[22]
- 制限速度：30 km/h[22]

## 歴史
伊吹山は昭和30年代初頭から近江鉄道により開発されてきたが、名神高速道路着工の見通しが立ったところから自動車による登山の企画が持ち上がった。1960年（昭和35年）11月24日、伊吹山観光自動車道株式会社（発起人代表武藤嘉文）に対して自動車道事業経営免許を交付、1961年（昭和36年）8月5日、同社に対して道路運送法（昭和26年法律第183号）第50条に規定により一般自動車道の工事施行を許可、同年10月に同社によって着工した。工事は順調に進み、1964年（昭和39年）4月12日に名神高速道路関ヶ原ICが開通すると、それに合わせて同年6月16日に上平寺駐車場まで部分開通、1965年（昭和40年）7月1日に全線開通した。もともとから近江鉄道による開発が進んだ西側の斜面にもドライブウェイの建設を地元が要請したが実現されていない。なお、伊吹山観光自動車道株式会社は1966年（昭和41年）に名古屋近鉄バス（現：名阪近鉄バス）と合併している。
- 1961年（昭和36年）10月 - 工事着工[23]
- 1964年（昭和39年）6月16日 - 一部開通（12キロ地点まで）[6][23]
- 1965年（昭和40年）7月1日 - 全線開通[27][28][注釈 1]
- 2005年（平成17年）12月22日 - 近畿日本鉄道および名阪近鉄バスが日本自動車道株式会社に対して営業譲渡を決定[20]。
- 2011年（平成23年）7月 - 台風第6号により、一部道路崩壊などの被害を受ける[15]。
- 2011年（平成23年）8月 - 被災した道路を完全復旧し、通常営業を再開[15]。

## 路線状況

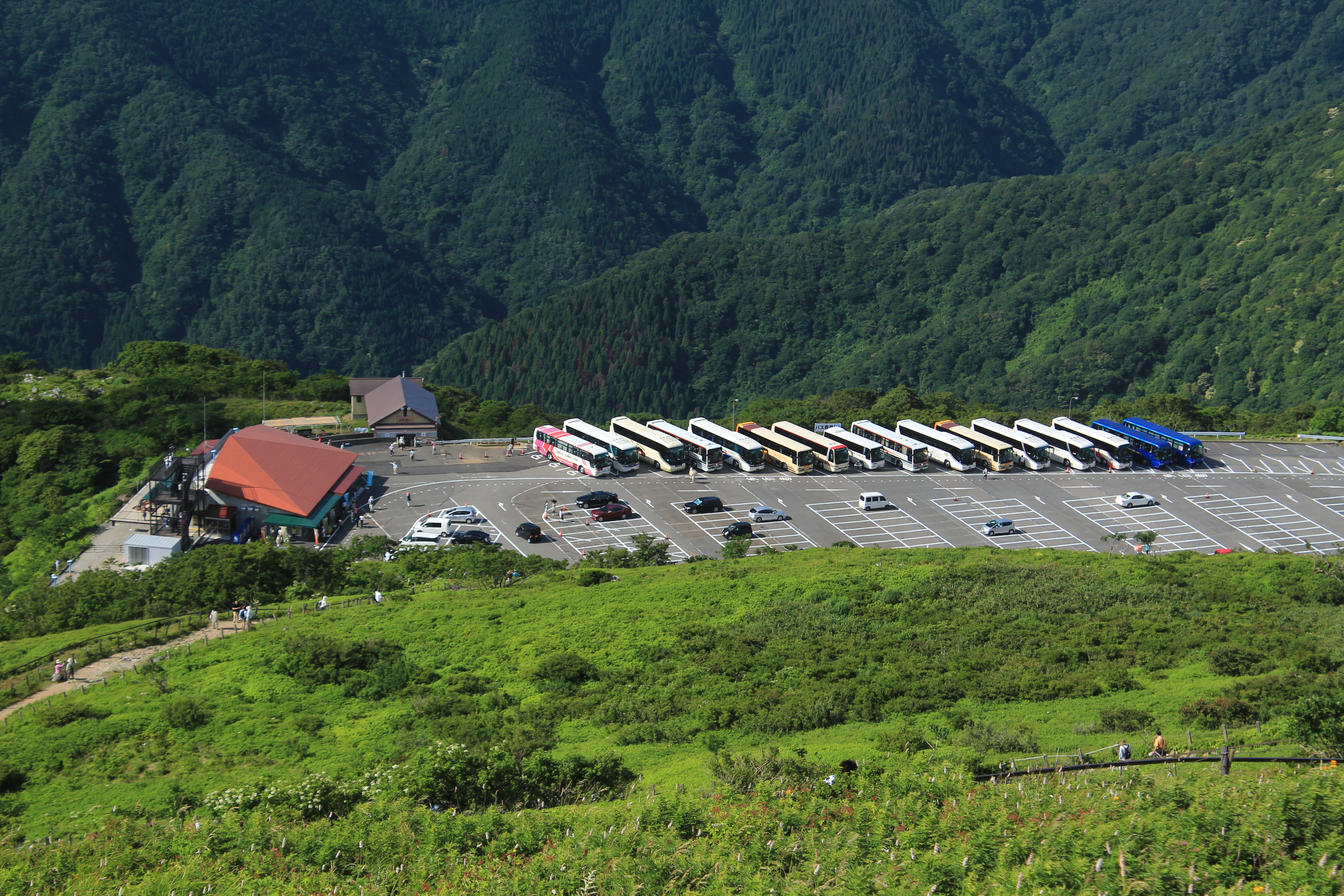
伊吹山頂上から望む山頂駐車場とスカイテラス伊吹山

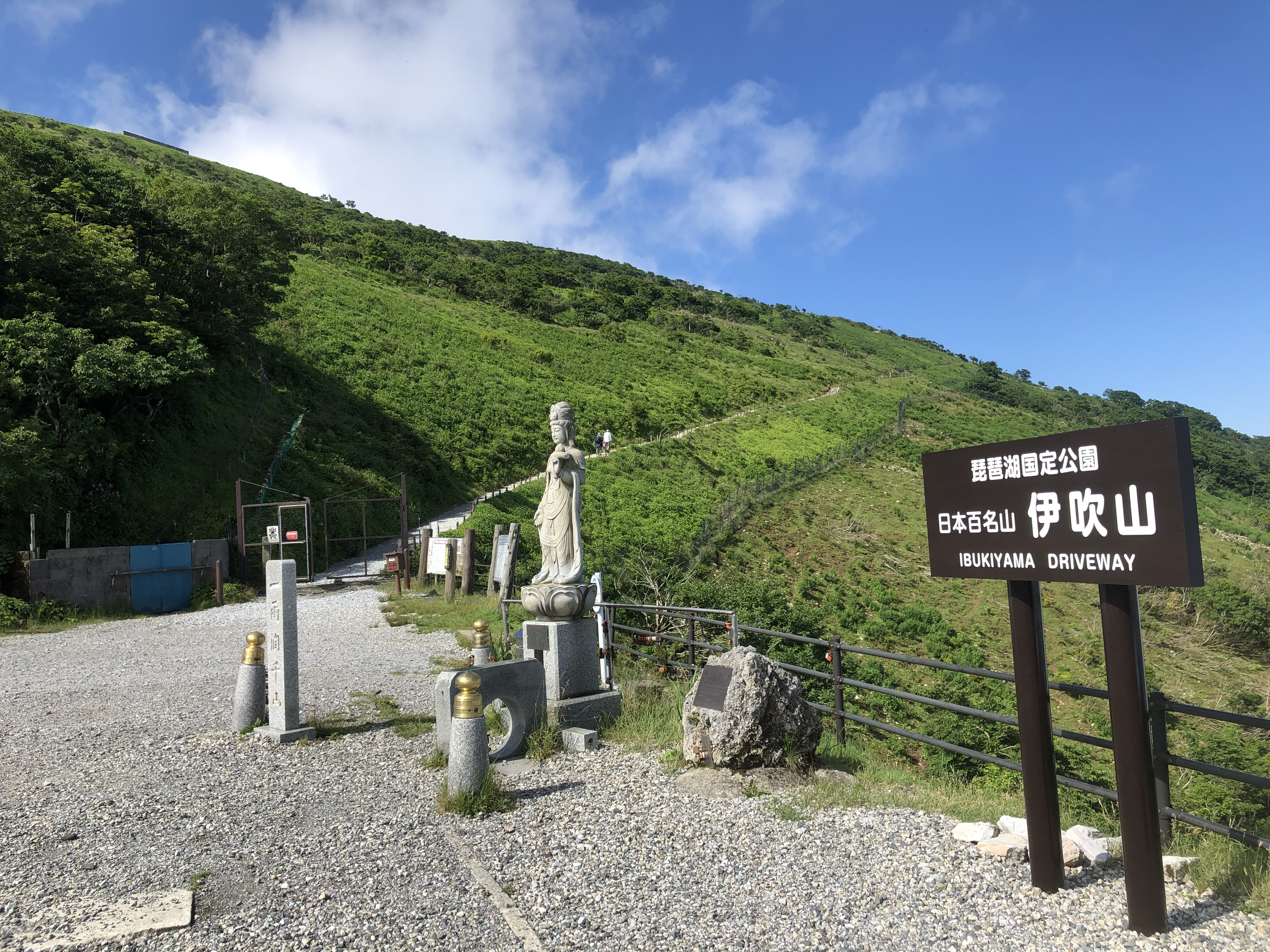
山頂駐車場にある恋慕観音像と「恋人の聖地」の石碑

急カーブが連続することから、全線で制限速度30 km/hであり、所々（全体の40 %近く）は20 km/hである。道路運送法に規定された一般自動車道であることから、道路交通法による一部車両通行規制が行われており、通行は自動車や排気量126 cc以上のオートバイ（自動二輪車・トライク）に限られ、通常は自転車などの軽車両や歩行者は通行することはできない。紅葉スポットとして知られるところから、秋の紅葉シーズン中は行楽の車両が多い。積雪期の11月下旬から4月上旬にかけて冬季閉鎖されるため（降雪状況により開通日は4月下旬になる場合がある）、この期間は通行することはできない。
冬季閉鎖解除直前に全日本実業団自転車競技連盟主催の自転車ヒルクライムレース、JBCF伊吹山ドライブウェイヒルクライム、伊吹山ドライブウェイヒルクライム（一般）が毎年開かれる。また当初は二輪車の二人乗りは禁止とされていたが、2011年（平成23年）7月より条件付きで解除されている。また、夏期の特定日（7月・8月の金、土、祝日の前日・お盆期間）はオールナイト営業を実施している。

### 営業時間
営業時間は季節によって異なり、最終入場は終業時間の2時間前となっている。冬季期間中（11月最終日曜日の翌日から4月の第3金曜日まで）は、積雪により営業を休止している。営業時間は2024年（令和6年）時点。
- 春季（4月第3土曜日 - 7月第3金曜日）：8時 - 20時（入場は18時まで）[22]
- 夏季（7月第3土曜日 - 8月31日）：3時 - 21時（入場は19時まで）[22]
- 秋季（9月）：8時 - 20時（入場は18時まで）[22]
- 秋季（10月 - 11月最終日曜日）：8時 - 19時（入場は17時まで）[22]

### 利用可能車種
道路運送車両法に基づく車両区分で判別しており、道路運送車両法に規定されている「自動車」であることが必要となる。二輪車については「道路運送車両法上の車両区分で自動車となる126cc以上の排気量の車両であることが必要」となる。そのため、道路運送車両法で第二種原動機付自転車となる原動機付自転車（ナンバープレートがピンクや黄色の二輪車）は通行できない。

### 通行料金
通行料金は往復の料金、山頂駐車場（最終地点の駐車場）の駐車料金も含まれている（2024年11月5日改定）。支払いは現金・回数券・船車券・クレジットカード（2024年より導入）が利用可能。ETC、各種金券（ギフトカード等）、交通系ICカード、電子マネーは利用不可。
| 車種                                 | 料金（税込） |
| ------------------------------------ | ------------ |
| 自動二輪車及びトライク（126 cc以上） | 2,300円      |
| 軽自動車・普通自動車                 | 3,400円      |
| マイクロバス・路線バス               | 8,500円      |
| 大型貨物自動車・大型バス             | 13,600円     |

| 車種                 | 料金（税込） |
| -------------------- | ------------ |
| 自動二輪車           | 23,000円     |
| 軽自動車・普通自動車 | 34,000円     |
| マイクロバス         | 85,000円     |
| 大型バス             | 136,000円    |

- マイクロバスと大型バスはナンバープレートの車種区分と固定ボルト数で判別しており、「2ナンバー分類」で上部2点止めナンバープレート（中型番号標）を装着している車両はマイクロバス料金、大型サイズの四方4点止めナンバープレート（大型番号標）を装着している車両は大型バス料金となる[39]。
- キャンピングカーは、ナンバープレートが「8ナンバー分類」の場合は軽・普通自動車料金、「2ナンバー分類」の場合はマイクロバス料金となる[39]。
- 牽引車（トレーラーヘッド）と牽引されている車両（トレーラー）の双方にナンバーがある場合、該当する各車種区分（合計2台分）の通行料金を支払う必要がある[39]。
- 回数券は伊吹山ドライブウェイ管理事務所で販売している（1冊11枚綴り）。現金一括払いのみ対応。有効期限は発行日から1年後の前日まで[39]。

### 道路施設
- 山麓駐車場 - 約30台収容の駐車場[40]。
- 上平寺越駐車場 - 起点から12 km 地点にある約50台収容の駐車場[40]。
- 山頂駐車場 - 標高1260 m の終点・伊吹山9合目にある約532台（軽・普通車432台、バス22台、二輪車42台、優先車両専用3台、緊急車両及び関係車両用等を含む）収容の駐車場[40]。

## 地理
起点から終点の山頂駐車場まで標高差は約1,000 mある。標高900 mの上平寺越（じょうへいじごえ）駐車場付近から伊吹山が見えてくる。伊吹山の東側を回り込む道路からは、東に位置する西美濃の山々の展望が良く、山頂駐車場付近から琵琶湖を眺望する絶景には定評がある。山頂に対して南東方向に伸びていた道路は、最後の4 kmほどで東から北東方向に回り込んで山頂へ向かってアプローチする。山頂駐車場にある観光施設「スカイテラス伊吹山」は、北西方向に視界が開けており、西に琵琶湖、東に御岳山まで展望できるパノラマ風景が広がっている。スカイテラス内にはお土産売店と飲食・喫茶スペースが併設されている。
伊吹山は日本のほぼ中央に位置し、日本海から吹く寒冷な季節風にも影響された植生が魅力で、地理的・地質的・気象的に、昔から草本植物や薬草の宝庫として知られ、伊吹山だけでしか見られない特産種（固有種）も数多く存在するなど、植物研究史上貴重な山となっている。伊吹山全体ではシダ植物以上の高等植物が約1250種分布するが、そのうち山頂一帯のお花畑では約350種が見られるという。山頂下の駐車場から散策路を登って向かうと、8合目より上の山頂周辺には美しい広葉草原（伊吹山頂お花畑）が広がり、夏の開花シーズンは多くの人を集める。伊吹山ドライブウェイのホームページでは、山頂お花畑の情報を更新している。

### 通過する自治体
- 岐阜県
  - 不破郡関ケ原町
- 滋賀県
  - 米原市
- 岐阜県
  - 揖斐郡揖斐川町
- 滋賀県
  - 米原市

### 交差する道路
- 国道21号関ヶ原バイパス（不破郡関ケ原町大字関ケ原：伊吹山口交差点）
- 国道365号（不破郡関ケ原町大字関ケ原：伊吹山口交差点）